# 舞鶴港
舞鶴港（まいづるこう）は、日本海に面する舞鶴湾にある港。所在地は京都府舞鶴市、港湾管理者は京都府。港湾法上の重要港湾（準特定重要港湾）、港則法上の特定港に指定されている。2004年より京都舞鶴港の通称が与えられている。
古来より北前船の寄港地とも知られ、日本海側でも有数の商業港として栄えていた。明治時代に日本海側唯一の海軍鎮守府舞鶴鎮守府が開府し、軍港として飛躍的に発展した。日露戦争の際、そのほとんどの船がここから出港した。戦時中も東港が軍港として整備され、西港は対岸貿易拠点港として整備され、朝鮮や満州への定期航路を有するまでに発展した。
戦後はシベリア抑留等からの引き揚げの際も多数の船が舞鶴港に帰港している。
現在は大きく2つの港に分れている。東港が海上自衛隊舞鶴地方総監部が鎮座する軍港として、また市内最大規模の事業所でもある造船所・ガラス工場が面した工業港、さらに近年は近畿圏と北海道を結ぶ長距離フェリーを中心とする国内旅客港としても機能している。一方で、西港は海上保安庁第八管区海上保安本部の海上警備の拠点港として、また対中華人民共和国（中国）・大韓民国（韓国）・ロシアなど対岸諸国への定期コンテナ航路をもつ国際貿易港としている。かくして、東西各港が機能分担のもと発展している。
なお第3種漁港である舞鶴漁港についても本項で述べる。

## 概要

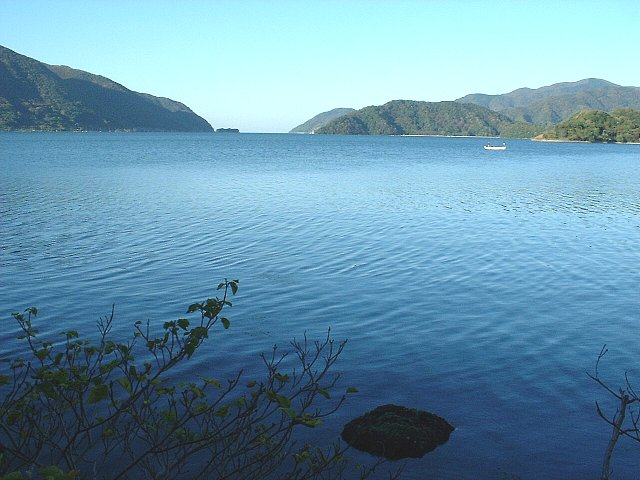
舞鶴湾

舞鶴港は本州の日本海沿岸が南に入り組んだ若狭湾西部の舞鶴湾にあり、外海に対して入り江になっている。平均水深20m、湾の出入り口は約700mと狭く、「みずなぎ」と呼ばれるほど湾内は極めて静穏である。またその地形から湾内の干満差もほとんどなく（最大でも30cm）、また四方を400m程度の山々に囲まれるなどし、冬場の日本海側港湾でも強風・荒天を避けることのできる天然の良港として知られている。
旧日本海軍が舞鶴を鎮守府設置の地としたのも港湾を囲む山々に永久要塞を建設することで艦艇の安全を図り、またロシアや朝鮮半島からの脅威に対して日本海側の防衛力強化を図ったものである。
現在の港湾自体は江戸時代の1700年代より活発に利用されてきた。現在も京阪神を背後圏におさめる物流拠点である。なお港湾自体は大きく分けて東港と西港に分けられる。詳細は後述する。
2005年（平成17年）には共同通信社と全国地方新聞社連合会が企画・編集した「地域を元気にした港50選」のひとつに選ばれている。

## 舞鶴東港

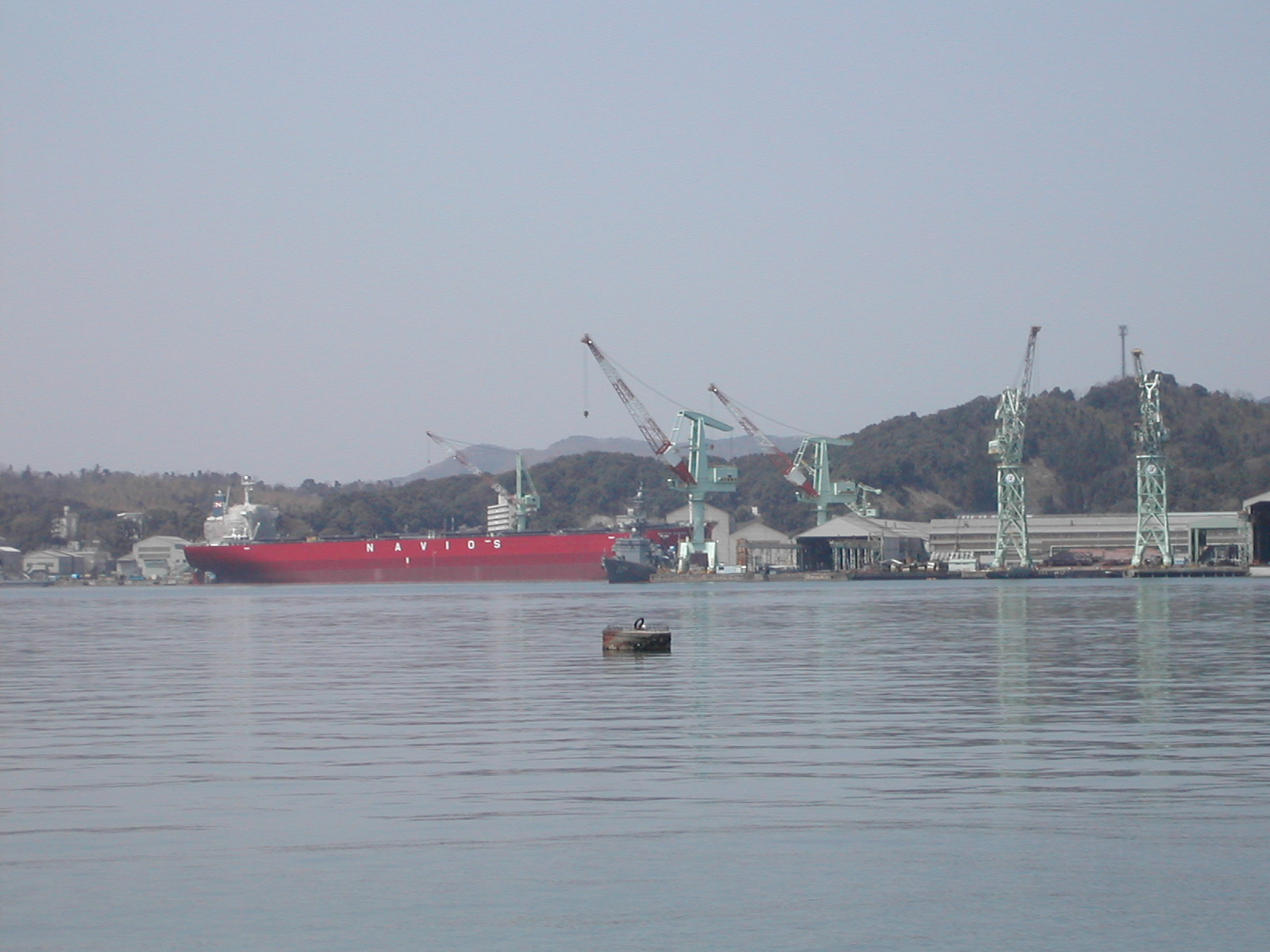
ジャパンマリンユナイテッド舞鶴事業所

東港は、もともとは漁港として栄えていたが、1889年に帝国議会により軍港に指定されると政府によって大規模な開発が進められた。1901年に鎮守府が開設されると、日本海軍が港湾のみならず、本来単なる入り江に過ぎなかった東舞鶴地区の土地造成も行い、現在の形となった。
1904年の日露戦争時は東港より海軍艦隊が出撃し、日本海海戦でロシア帝国のバルチック艦隊と交戦している。その後、軍需施設が建設、集積化されると軍港色を強め、商業、貿易港の西港と住み分けるようになった。アジア・太平洋戦争での敗戦によって帝国海軍は解体されたが、現代では海上保安庁や海上自衛隊が基地を構えており、日本列島の日本海側の防衛や海上警備において重要な拠点となっている。近年では北朝鮮の工作船事件などで国防上の重要度が高まり、舞鶴飛行場が建設された他、工作船の活動に備えるためミサイル艇2隻、また日本海の戦略的重要性からイージス艦2隻も順次配備された。また直近では、隣接する大波燃料庫施設が拡充されるなどしている。舞鶴地方隊は島根県・山口県県境から秋田県・青森県県境までという広大な守備範囲を持ち、舞鶴港は本州日本海側の海の守りをほぼ一手に引き受ける海上自衛隊の主要基地として機能の増強が図られている。
東港では旧帝国海軍舞鶴工廠の伝統を受け継ぐ造船所があり、自衛隊桟橋の先に造船ドックを見ることができる。
なお、軍港として栄えた東港であったが、1987年（昭和62年）にフェリー専用埠頭である前島埠頭（舞鶴フェリーターミナル）が造成されると、近畿圏と北海道を直結させる新日本海フェリーが西港より移ってきた。現在の舞鶴港東港は海上警備・国防上の役割のみならず、国内海運の日本海側航路の拠点としても重要になっている。
造船所並びに海上自衛隊基地周辺は制限海域となっており、原則関係船舶以外は立ち入りできない。

### 舞鶴フェリーターミナル

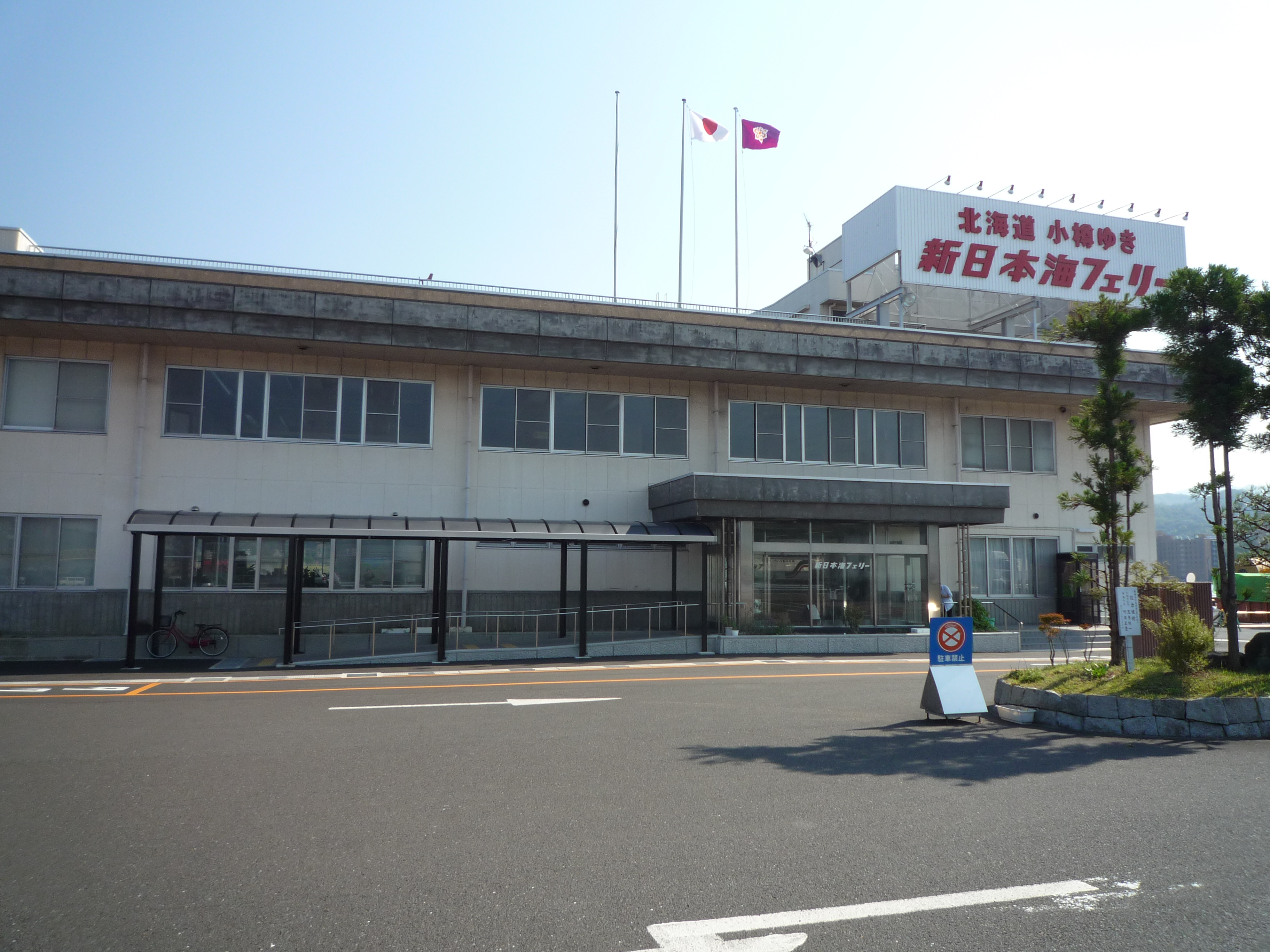
舞鶴フェリーターミナル

関西地方のみならず、西日本と北海道を結ぶ大動脈として機能する新日本海フェリーの発着する旅客ターミナルで、東舞鶴駅より2.3km先にある前島埠頭に設置されている。通常、公共交通機関でのアクセスはないが、夏季や大型連休等繁雑期のみフェリー発着時間に合わせて東舞鶴駅より路線バスの運行が行われることがある。また新大阪駅からの連絡バスが繁雑期以外にも運行されていることが多いため比較的使いやすい。タクシーで東舞鶴駅まで約5分ほどかかる。車の場合舞鶴東インターチェンジより約15分程度。
なお以前は西港の舞鶴港湾合同庁舎付近がフェリー専用埠頭であり、東港の前島埠頭付近に海上保安庁が常駐していたが、船舶の大型化や旅客・貨物の増加に伴い、西港より東港に移っている。
- 新日本海フェリー
  - 舞鶴港 - 小樽港（毎日運航）
  - 舞鶴港 - 苫小牧港（不定期）

フェリーターミナル内には飲食店の他、売店などが入店している。24時間営業コンビニ等はターミナル内及びふ頭内にはないため、JR東舞鶴駅付近及び潮路海岸沿い、舞鶴市役所付近にあるコンビニを利用する必要がある。

### 観光名所・遺跡

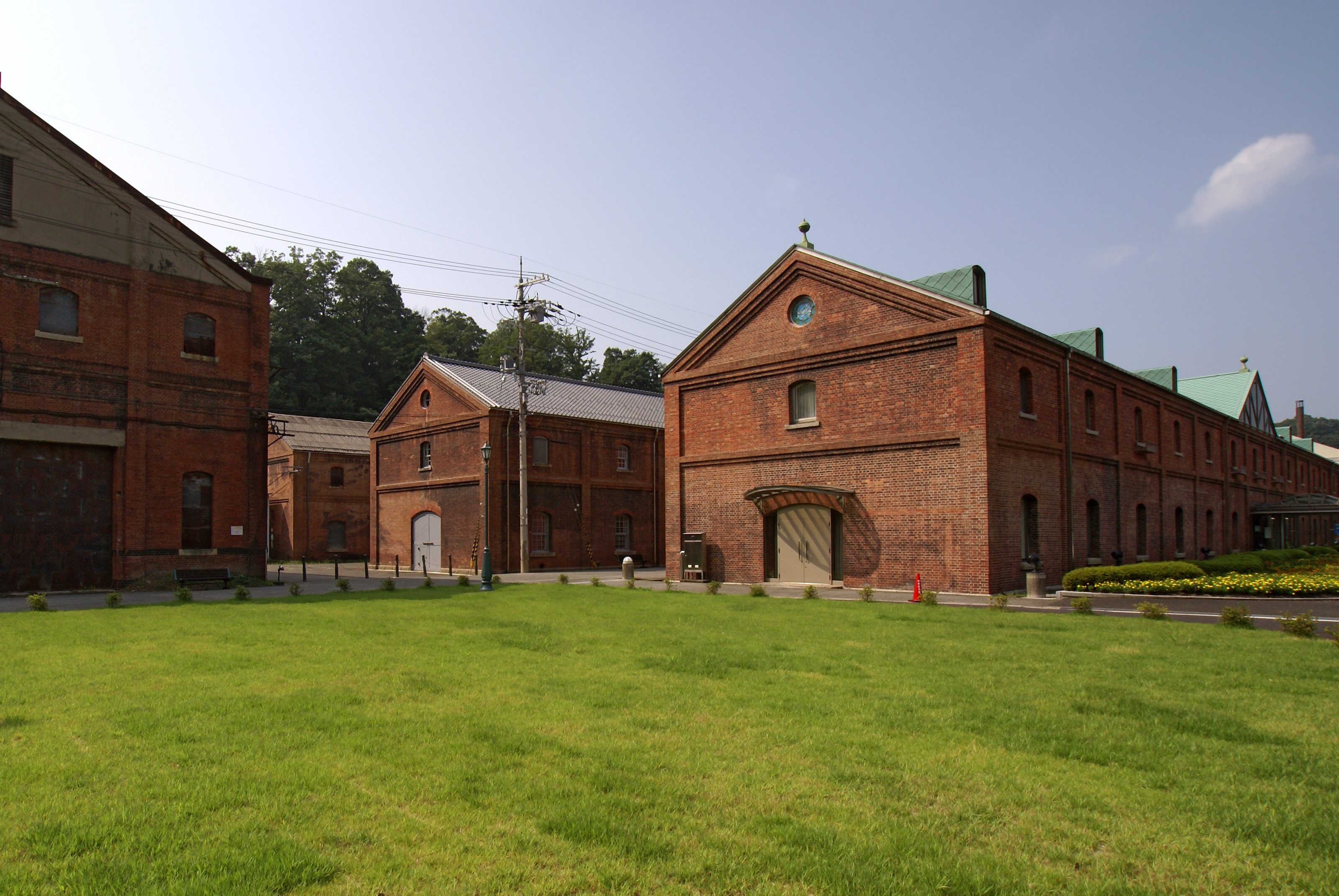
国の重要文化財にも指定される舞鶴赤レンガ倉庫群

東港は前述の通り、明治時代より軍港として発展してきた関係から、多くの旧日本海軍関連の遺跡を有している。特に近年では舞鶴赤レンガ倉庫群などでは映画の撮影なども行われるなどしている。他にも世界中の煉瓦を集めた赤れんが博物館や、舞鶴市の歴史や風俗を展示した舞鶴市政記念館、まいづる知恵蔵なども整備されており、観光名所ともなっている。また2008年（平成20年）には国の重要文化財に指定された。春には引揚記念公園、共楽公園、円山公園、夕潮台公園などの桜が市民にも親しまれている。

## 舞鶴西港

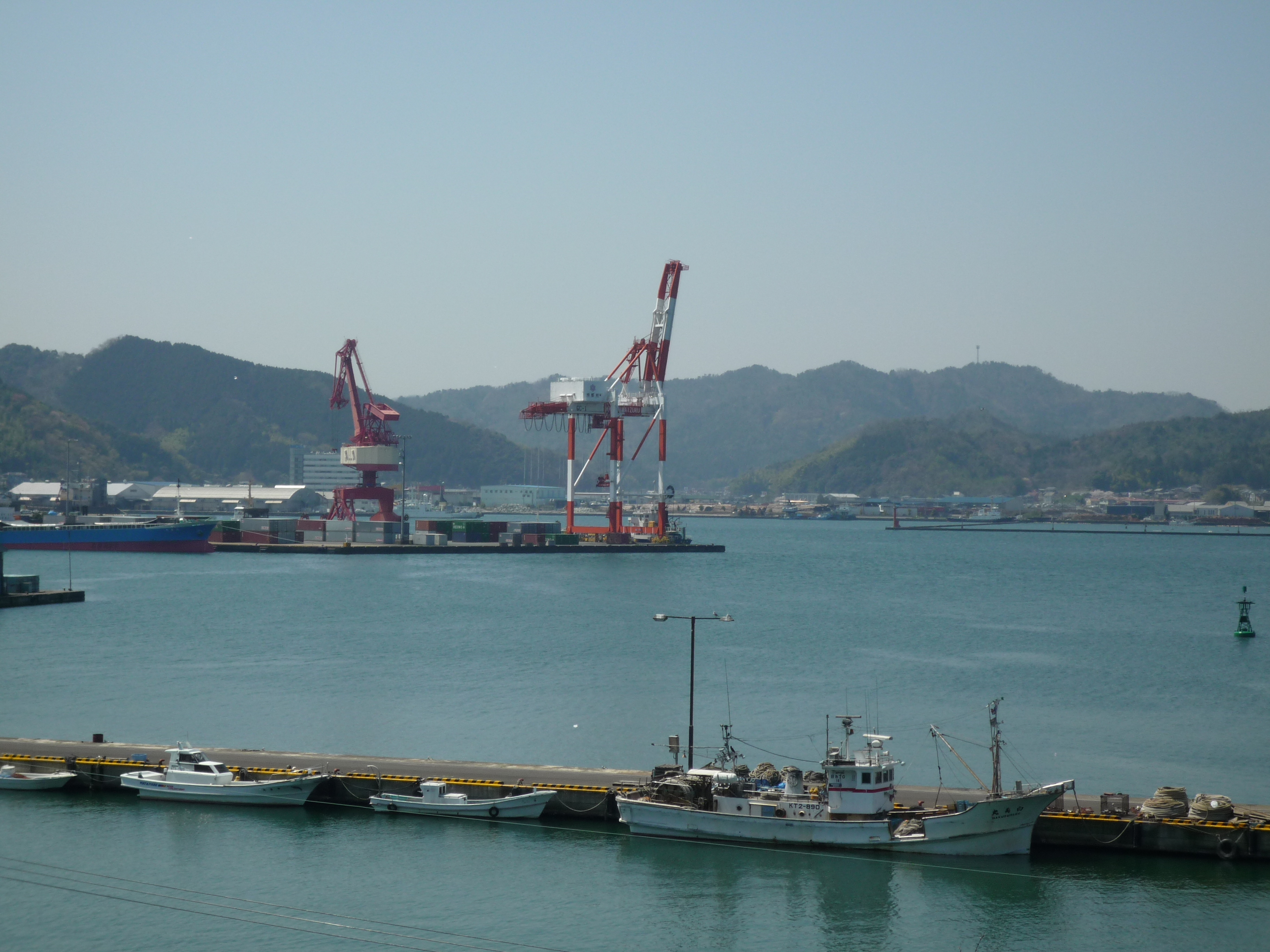
舞鶴港第2埠頭のガントリークレーン。コンテナ専用埠頭として定期航路が発着する。

西港は舞鶴城の城下町として発展してきたため、江戸時代より商業港として発展してきた。また明治期以降は対岸貿易の拠点港に指定され、朝鮮・満州などに複数の定期航路を有するまでになり、最盛期には取扱貨物量が63万トンに達するなど日本海側随一の貿易港にまでなる。しかし太平洋戦争が激化すると海軍の要請により商業港としての機能を停止し、軍港として整備された。戦後は軍港指定を外れ、再び商業港として歩み、1951年（昭和26年）に（準特定）重要港湾（重要港湾）に指定された。
1968年（昭和43年）には第4埠頭が整備され、1975年（昭和50年）に第3埠頭が大改修された。1991年（平成3年）には第3埠頭がコンテナ専用化されている。
1989年に舞鶴若狭自動車道・舞鶴西ICが開通したことにより、物流の要として注目され、1990年3月には韓国の船会社により舞鶴－釜山間に定期コンテナ航路が開設、2007年3月には舞鶴と中国の大連・青島を結ぶ定期コンテナ航路も開設されている。
現在、2010年（平成22年）4月に悲願であった舞鶴国際埠頭が完成し、5万トン級のフルコンテナ船が就航でき、また埠頭から高速道路へ直接アクセスできる国道27号バイパス「西舞鶴道路」も計画中であり、国際物流港としての重要性がますます高まりつつある。また港内には舞鶴港湾合同庁舎内に海上保安庁第八管区海上保安本部もある。

### 舞鶴漁港

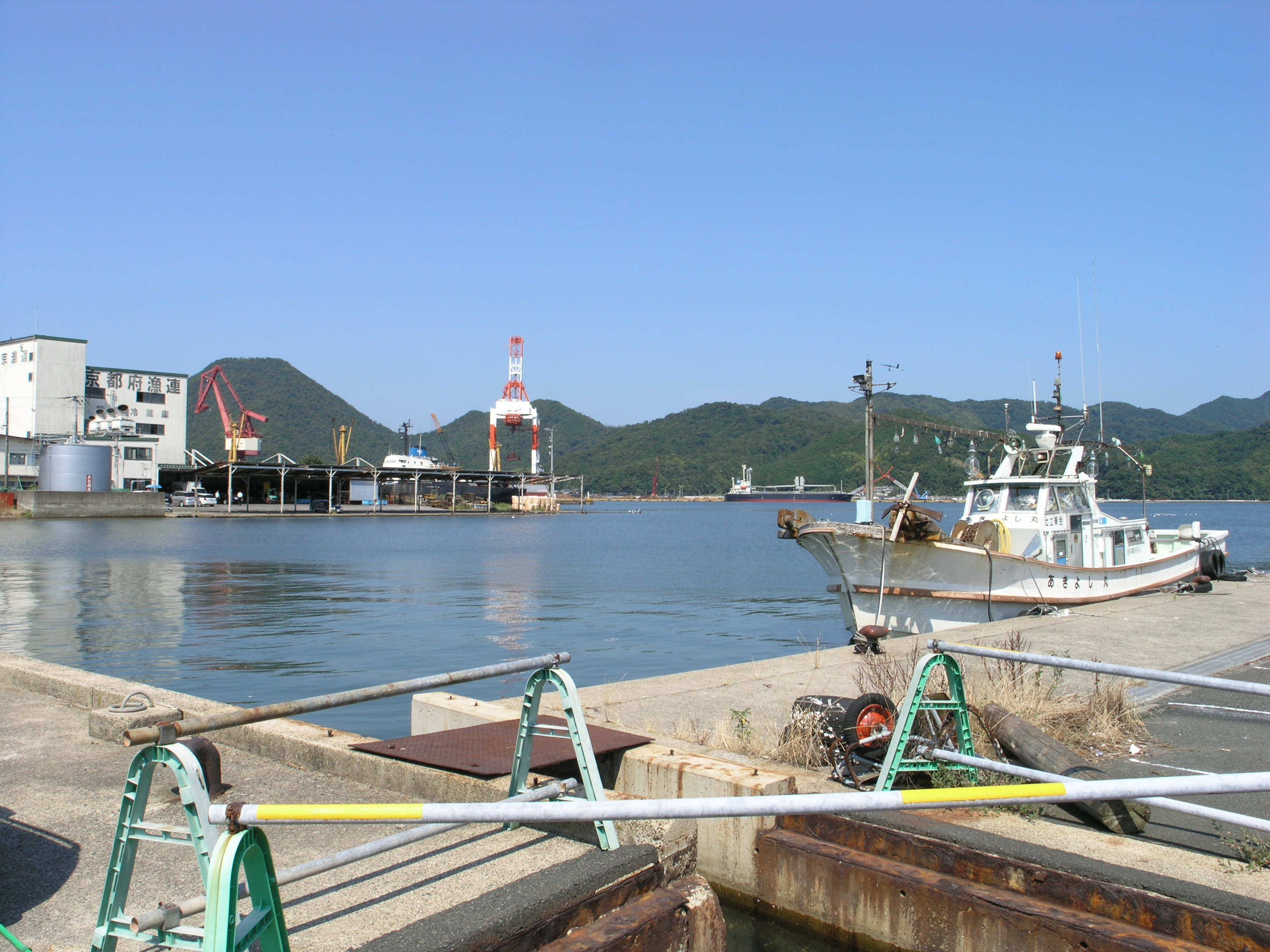
舞鶴漁港（国道177号起点付近）

また西港地区は漁港漁場整備法における舞鶴漁港を内包し（法的にはこの区域は舞鶴港ではない）、大型定置網漁船の拠点となっている。京都府では最大の漁港として知られ、府内生産物取扱量の60％以上を占める水産物流通の中核的漁港となっている。また他府県漁船の利用が多いことも特徴である。
なお舞鶴市により、海産物即売所である舞鶴港とれとれセンターが建てられている。
2004年（平成16年）9月30日には、生活道路たる国道の扱いで存続し70年の歴史を持つ舞鶴湾内連絡船が、利用者の減少と船の老朽化により廃止された。

## 舞鶴港インランドデポ
京都市伏見区の名神高速道路京都南IC近くに開設されている舞鶴港専用の集荷拠点。1999年（平成11年）に開設され、関税及び内国消費税が課されることなく蔵置できる保税蔵置を完備している。
一番の特徴としては全国に先駆けて同施設から舞鶴港までの陸送費用を舞鶴港振興会等が全額肩代わりし、荷主負担が無料になるなど、舞鶴港を京都市内に所在する港の感覚で利用できるよう利便性を向上させている。
また2005年（平成16年）には2,000m2から5,000m2と2.5倍に拡充されたが、現在は、運用は終了されている。

## 設備

### 埠頭

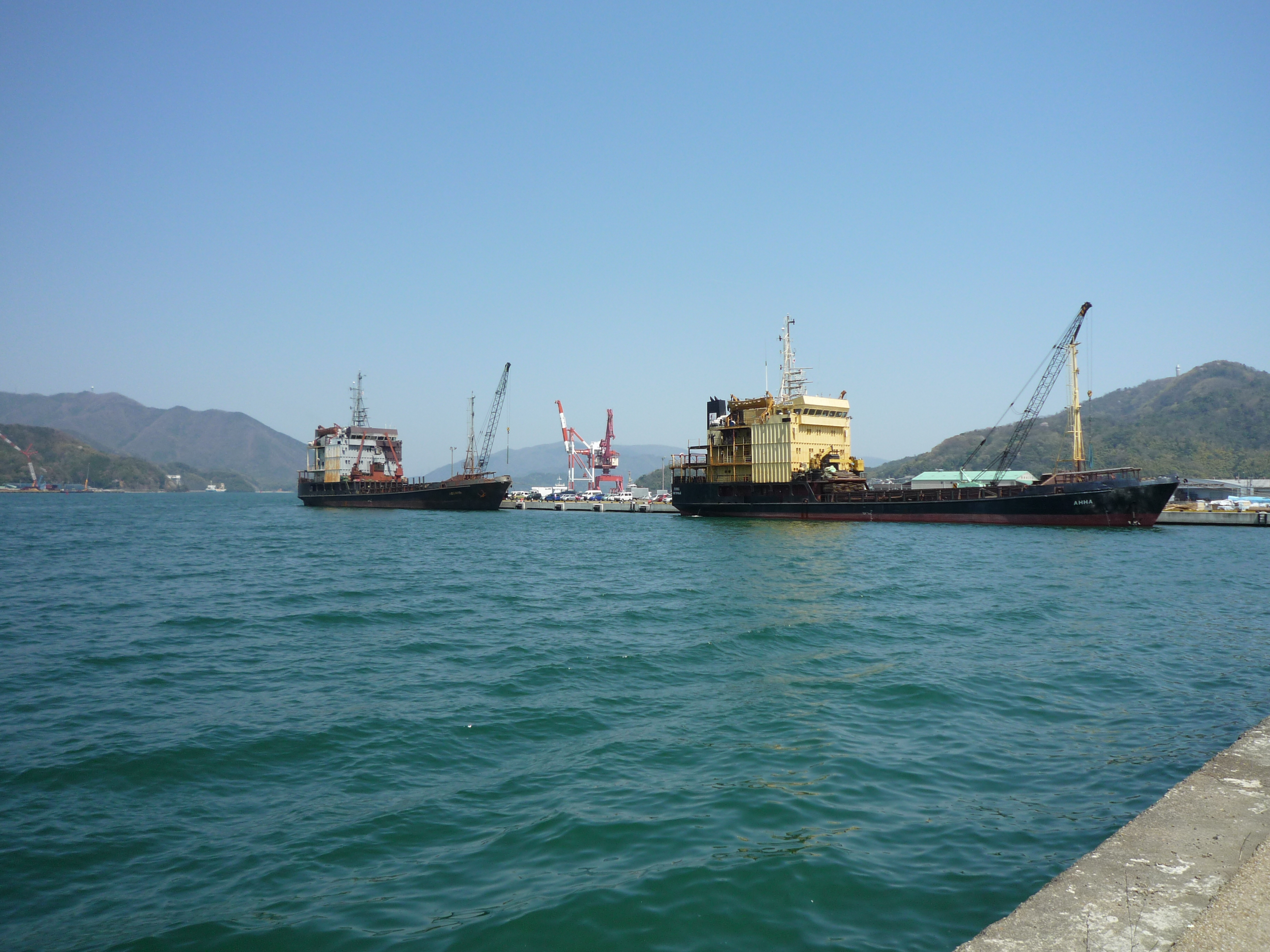
舞鶴港第2埠頭

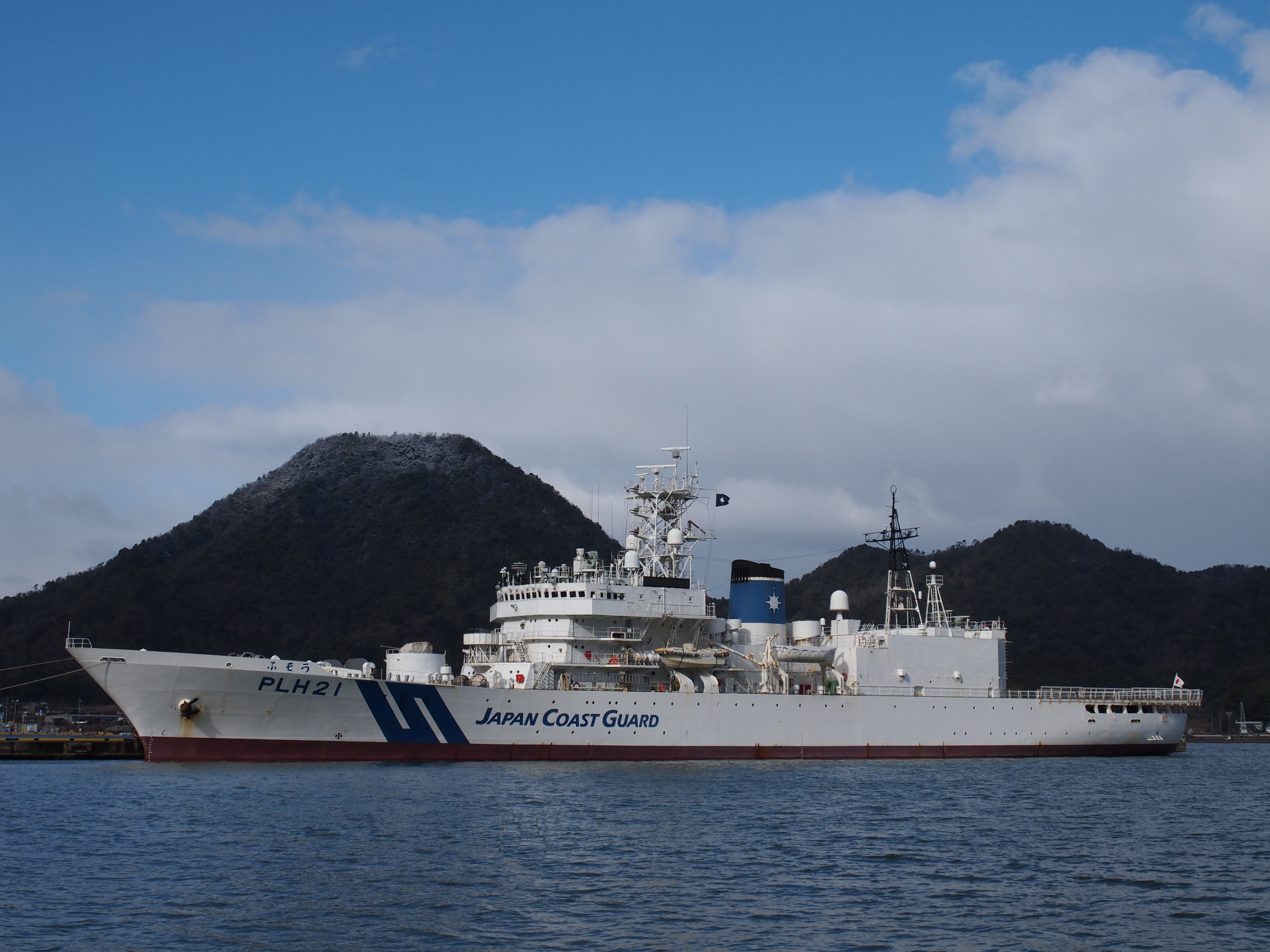
第3埠頭に停泊する海保巡視船「ふそう」

第2埠頭総延長645m。4バース。水深-10m。
主に自動車・ばら積み貨物を取り扱う埠頭。多目的クレーンが設置されている。国際クルーズ客船が接岸する埠頭でもあり、旅客ターミナル（海の京都駅）や入国審査施設、物品販売店などもある。
第3埠頭総延長370m。2バース。水深-10m。
主に海上保安部が使用しており、巡視船が常駐停泊している。
第4埠頭総延長485m。4バース。水深-10m。
主に不定期航路の貨物を取り扱う埠頭。客船などが接岸する埠頭でもある。
喜多埠頭総延長370m。2バース。水深-12m。
主に木材を取り扱う埠頭。
前島埠頭総延長560m。3バース。水深-8m。
関西と北海道を結ぶ航路など長距離フェリーが発着する。日本海フェリーの旅客ターミナルがある。また水産庁の漁業取締船が停泊していることも多い。釣り船が着けるバースもあるほか、埠頭で釣りをする人が年間を通して多くいる。
舞鶴国際埠頭総延長350m。3バース。水深-14m。
2010年4月より供給されたコンテナ船やばら積み貨物船が接岸する埠頭。日本海側最大級の水深を誇る埠頭である。ガントリークレーンが2基設置されている。水深の関係から大型客船などの接岸にも利用されることがある。

### 倉庫等

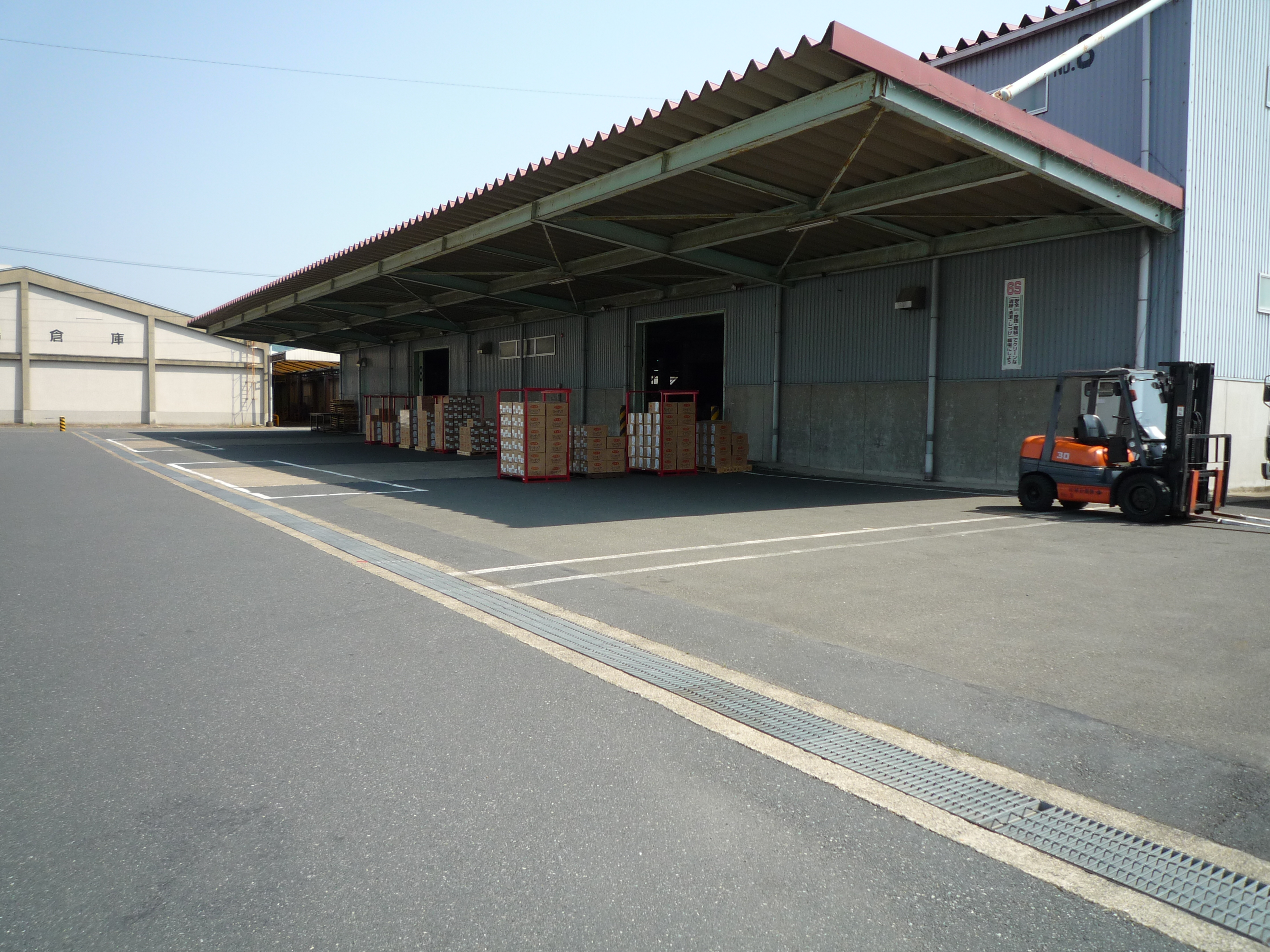
舞鶴倉庫の第8倉庫

- 上屋（第2・第4・前島の3埠頭、大野辺地区）：14,686m2
- 倉庫（第2・第3・第4の3埠頭、北吸地区）：16,511m2
- サイロ（大君地区）：26,891m2
- 貯木場（大君・喜多・加津良・平地区）：518,628m2
- 野積場（佐波賀・喜多・下福井・和田・大波下・前島地区）：224,452m2
- 旅客ターミナル（第2・前島埠頭）

### その他
- ガントリークレーン（舞鶴国際埠頭）
- 多目的クレーン（第2埠頭）
- タワークレーン（喜多埠頭）

## 定期航路

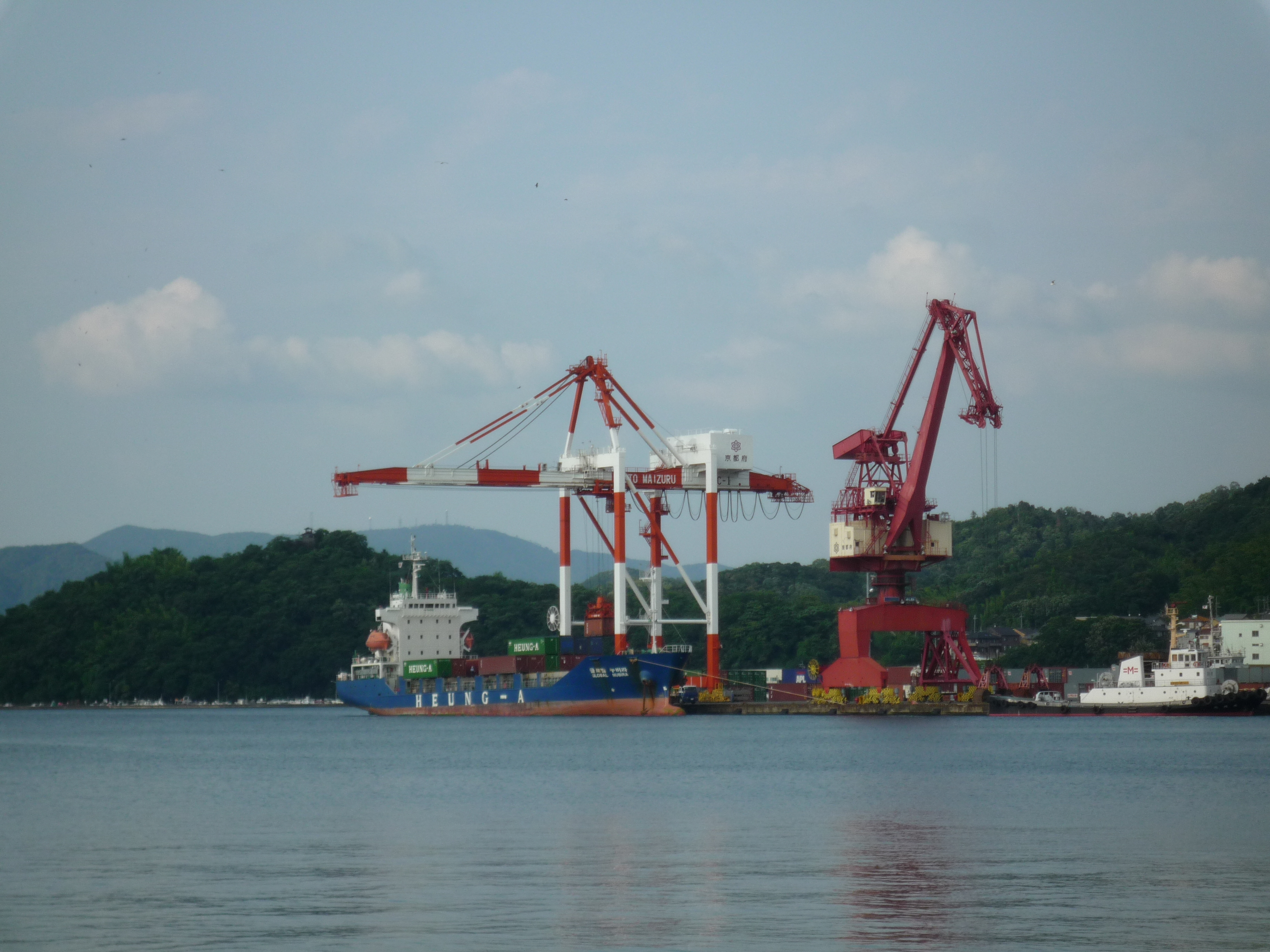
荷役作業を行う韓国向けの船舶（興亜海運）

### 就航中の航路

#### 国際航路
全て貨物船によるものである。韓国航路は週4便、中国航路が週1便、ロシア航路も週1～2便が就航している。
- 韓国航路
  - 釜山 - 舞鶴 - 金沢 - 釜山 : 週1便運航、運航会社は興亜海運（韓国）。
  - 釜山 - 舞鶴 - 敦賀 - 境港 - 釜山 : 週1便運航、運航会社は長錦商船（韓国）。
  - 釜山 - 仙台 - 八戸 - 苫小牧 - 舞鶴 - 金沢 - 釜山：週1便運航、運航会社は高麗海運（韓国）。
  - 浦項 - 舞鶴 - 浦項 : 週1便運航、運航会社はドゥウォン商船（韓国）。

- 中国航路
  - 大連 - 青島 - 上海 - 金沢 - 新潟 - 富山 - 舞鶴 - 大連 : 休止中、運航会社は神原汽船（日本）。

- ロシア航路
  - 舞鶴（ほか国内各地） - ナホトカ・ウラジオストク : 随時運航、「ジャパン・ナホトカ・ライン」 (JNL) の枠組みにより飯野港運（日本）が運航[4]。
  - ウラジオストク  - 舞鶴 - ウラジオストク : 週1便運航、運航会社はドゥウォン商船（韓国）。

#### 国内航路
新日本海フェリーにより貨客フェリー航路が運航されている。
- 舞鶴 - 小樽 : 毎日運航（休航日あり）。
- 舞鶴 - 苫小牧 : 不定期運航。

### 休止中の航路
- 台湾航路
  - 基隆 - 高雄 - 舞鶴 - 基隆 : 週1便運航、運航会社はPIL。
- ロシア「トランス・シベリア・コンテナ航路」 (TSCS)
  - 舞鶴 - ボストチヌイ : 週1便運航、運航会社は飯野海運。
- 日中・日本海航路
  - 舞鶴 - 清津 : 月2便運航、運航会社は商船三井、FESCO、東海運。

### 航路の沿革

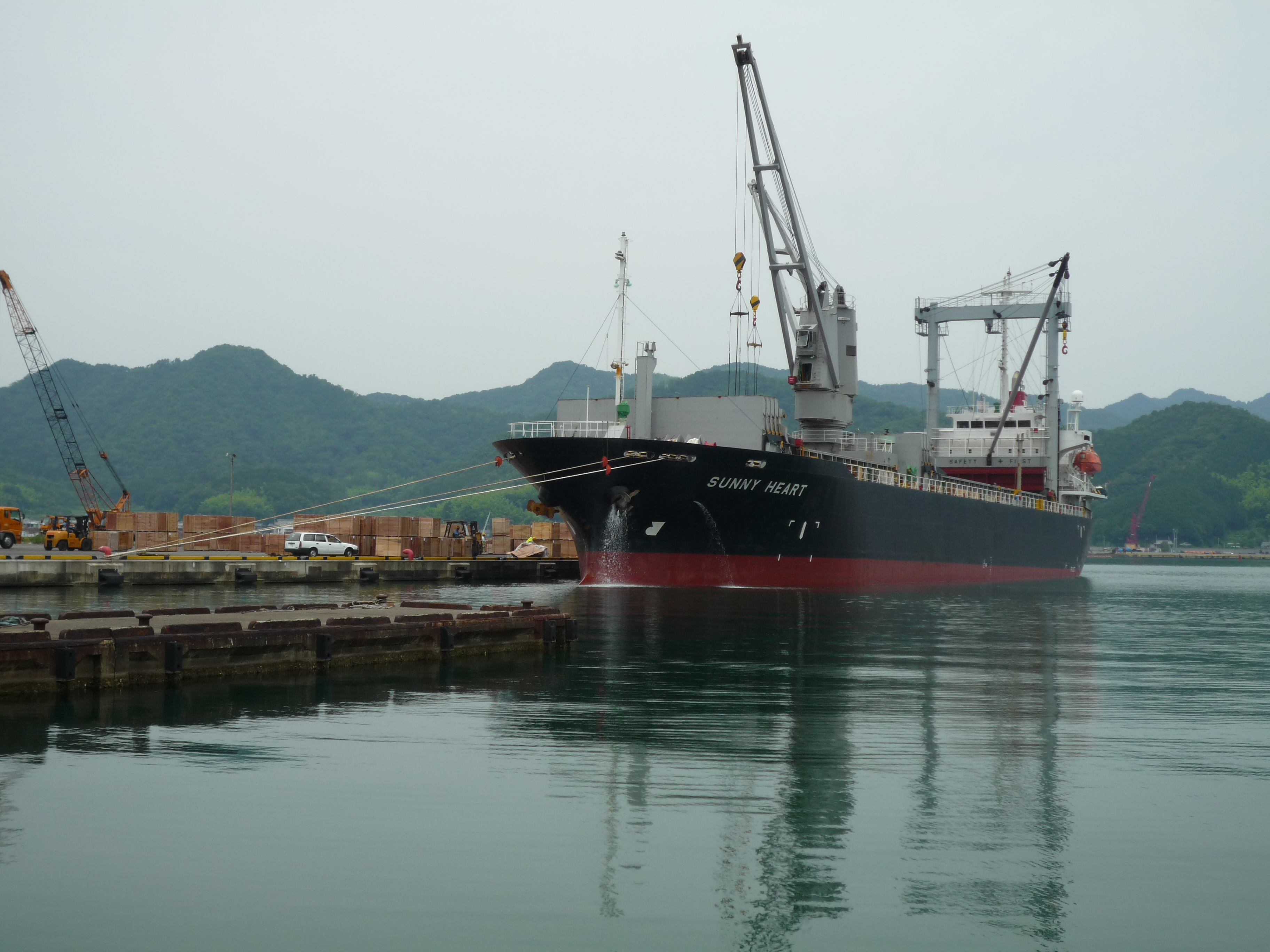
北洋木材と中古自動車を中心に運ぶロシア定期航路（舞鶴港第4埠頭）

舞鶴港はその地の利を生かし、北洋材の輸入港として発展し、1958年（昭和33年）には日本で初めて日ソ定期航路（ナホトカ航路）の寄港地に指定され、1975年（昭和50年）には旧ソ連・ワニノ港への定期航路も開設された。その後も貨物量は順調に伸び、1986年（昭和61年）には北朝鮮・清津港を経由する日中・日本海定期航路が開設され、1989年（平成元年）には旧ソ連・ボストチヌイ港への定期航路も開設されるに至った。
1989年（平成元年）には横浜港や神戸港など主要港に就航していたトランス・シベリア・コンテナ航路（TSCS、日欧をシベリア鉄道経由で結ぶランドブリッジ航路）の寄港地に選ばれ、日本海側では先んじてコンテナ航路が開設された。また1990年（平成2年）には興亜海運と高麗海運の韓国船会社2社によって韓国・釜山港への定期コンテナ航路が開設されると、舞鶴港のコンテナ化が進んだ。その反動で在来航路の統廃合も行われたが、1999年（平成11年）になると中国の船会社による中国・大連／上海への定期コンテナ航路が開設され、2007年（平成19年）には日本の神原汽船も参入した。
2011年（平成23年）に日本海側拠点港に選定されると、2012年（平成24年）6月に京都府が主体となり、ロシアへの定期コンテナ航路が開設され、環日本海を中心に航路を拡充し、近畿北部の物流の拠点として整備が進められている。
しかし一方、航路の安定化は舞鶴港に課題ともなっている。先述のTSCS航路はソ連崩壊やロシア経済の混乱などにより日ロ貿易自体が激減。舞鶴港でも木材製品のコンテナ化など試行されたが抜本的な解決方法とはなれず、1997年（平成9年）に航路休止に追い込まれている。
2007年以降は、ロシア政府が北洋材の輸出関税を段階的に引き上げたため輸入量が激減した。
中国航路と韓国航路は比較的安定して航路を維持しているが、韓国航路が一時週2便（2006年－2007年）に増便されたものの、原油高などにより再び週1便となった。しかし2013年（平成25年）5月には長錦商船による舞鶴寄港が開始され、再び週2便となった。
2015年にはDBSクルーズフェリーが舞鶴寄港を開始し、韓国航路が週3便に増便となり、2019年（令和元年）には高麗海運の定期航路が復活、韓国航路が週4便となった。2020年（令和2年）9月には韓国中堅海運会社のドゥウォン商船により韓国浦項とロシア・ウラジオストクを結ぶ貨客定期フェリー航路（新型コロナウイルスの影響により当面は貨物のみ）が開設されるなど、航路数及び取扱貨物量が増加傾向である。

### 舞鶴港のシェアとコンテナ貨物の現状
2003年現在、京都府内で輸出されるコンテナ貨物は国土交通省の調査によると月78,528トン（7,932TEU）、輸入されるコンテナ貨物は月100,168トン（10,117TEU）であり、その内、舞鶴港周辺50キロ圏内では輸出貨物が月8,914トン（900TEU）、輸入貨物が月13,369トン（1,350TEU)である。
しかし現状では京都府内の輸出貨物で舞鶴港を利用する割合は1.6％の月1,256トン（126TEU）、輸入でも4.6％の月4,608トン（465TEU）にとどまっている。
神戸港や大阪港などが近い京都府南部の除いて、舞鶴港周辺エリアだけでもコンテナ貨物の潜在需要は年間約27,000TEUあると言われるほか、また兵庫県北部や福井県若狭地方、舞鶴若狭自動車道沿線の需要も考慮すると、潜在的には約70,000TEUの国際貨物需要があるとの推計もあるが、現状の7,000TEU - 10,000TEUの取扱量はこの推計と比較すると限りなく少ないことから、京都府や舞鶴港振興会などがポートセールスに力を入れている。

#### コンテナ利用補助金制度

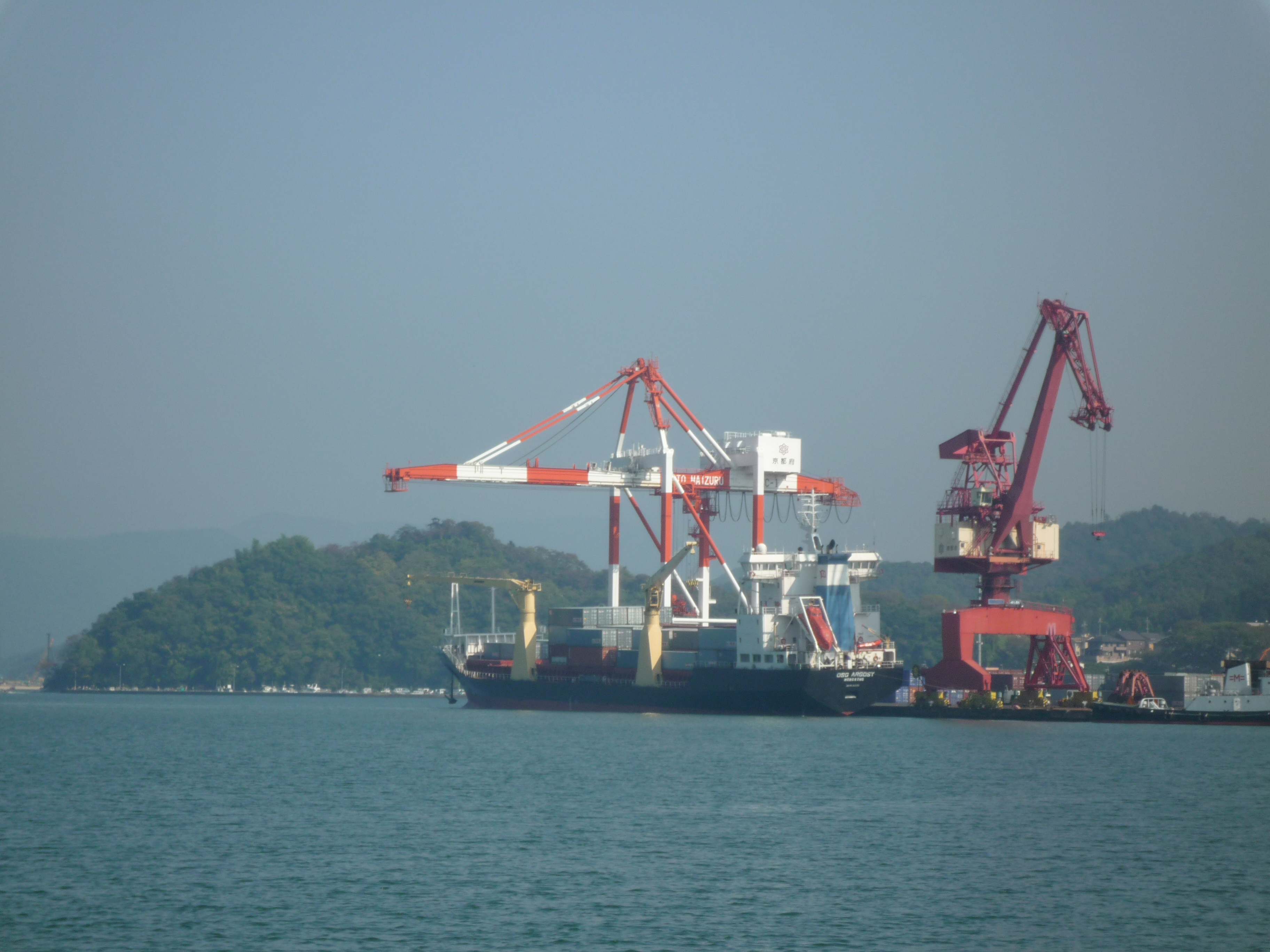
舞鶴港で荷役作業中の神原汽船。コンテナ航路は中国・大連／青島航路と韓国・釜山航路がある。

舞鶴港は日本海側港湾のみならず、京阪神地区の港湾とも競合しておりコンテナ貨物の集荷が課題となっている。そこで京都府等はコンテナ航路の利用促進を図るべく、2009年（平成21年）4月より、1年間に10TEU以上の貨物の取扱計画がある事業者（取扱人）に対して最大1,000万円の補助金を交付している。
ただしベースカーゴとなるうる一補助対象貨物当たり年間2,000TEU以上の利用がある場合は、補助金の上限額を2,000万円とされている。
| 1年間の取扱計画 | 輸入貨物（1TEU） | 輸出貨物（1TEU） | 1補助対象貨物当たりの上限額 |
| --------------- | ---------------- | ---------------- | --------------------------- |
| 10TEU以上       | 12,000円         | 24,000円         | 1,000万円                   |
| 2,000TEU以上    | 12,000円         | 24,000円         | 2,000万円                   |

## 海事機関
- 第八管区海上保安本部
  - 舞鶴保安部

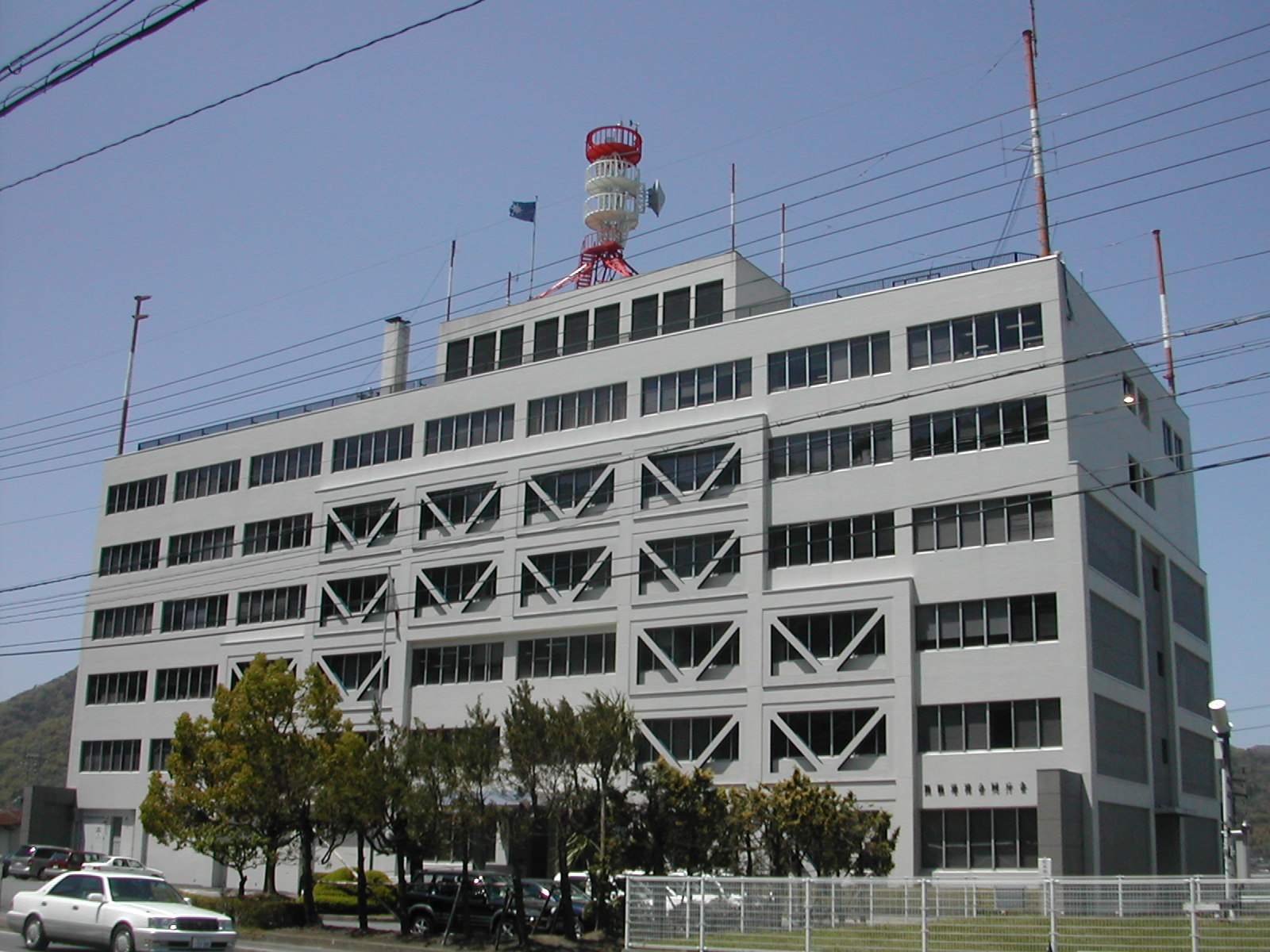
舞鶴西港の第八管区海上保安本部

  - 第八管区情報管理センター（旧舞鶴情報管理センター）
  - 舞鶴海上保安航空支援センター（北近畿海上保安航空支援センター）
- 国土交通省舞鶴海運支局
- 大阪税関舞鶴税関支署
- 大阪出入国在留管理局舞鶴港出張所
- 大阪検疫所舞鶴出張所
- 神戸植物防疫所舞鶴出張所
- 近畿地方整備局舞鶴港湾事務所
- 京都府港湾局
- 日本貨物検数協会大阪支部舞鶴事務所
- 舞鶴海洋気象台

## 港湾荷役・梱包業者
- 日本通運舞鶴支店
- 日本通運舞鶴海運支店
- 飯野港運
- オーナミ舞鶴事業所
- 舞鶴倉庫
- 新日本海フェリー舞鶴支店

## 主な利用企業

### コンテナ貨物
- グンゼ
- ヒラキ
- 京セラSLCテクノロジー綾部工場
- 日本板硝子舞鶴事業所
- 三菱自動車京都工場
- カルビー京都工場
- 日立造船メカニカル舞鶴工場
- Hitzハイテクノロジー舞鶴・若狭事業所
- 日東公進
- 和幸産業綾部工場
- ヒエン電工長田野工場

### 在来船貨物

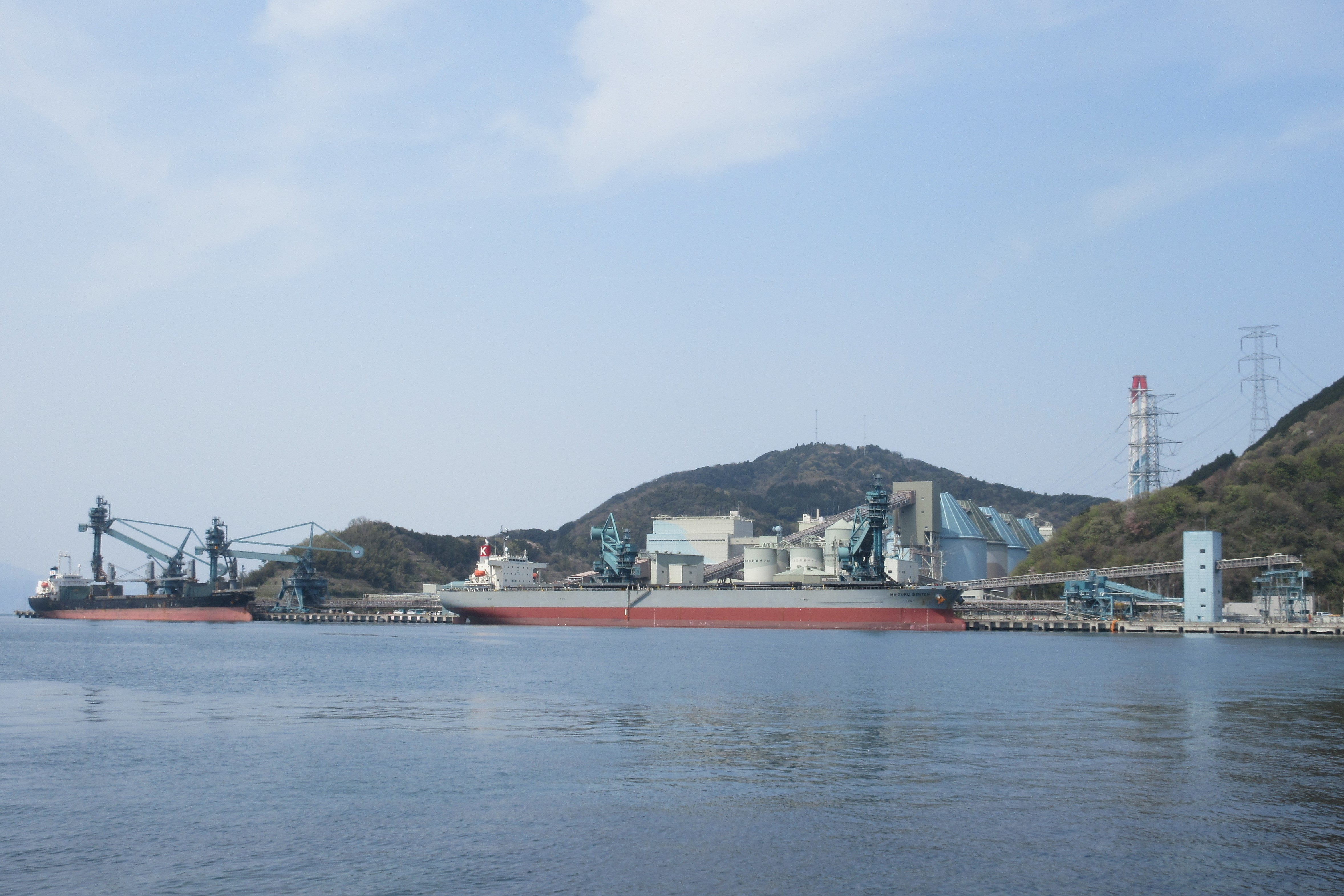
舞鶴発電所

- 関西電力舞鶴火力発電所
- ジャパン マリンユナイテッド舞鶴事業所
- 日立造船舞鶴事業所
- 辻井木材舞鶴工場
- 王子木材緑化舞鶴営業所
- 林ベニヤ産業舞鶴工場
- 丸玉産業舞鶴工場
- 双日建材

## 沿革
- 1901年（明治34年）：舞鶴鎮守府開庁。

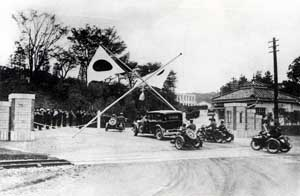
舞鶴鎮守府

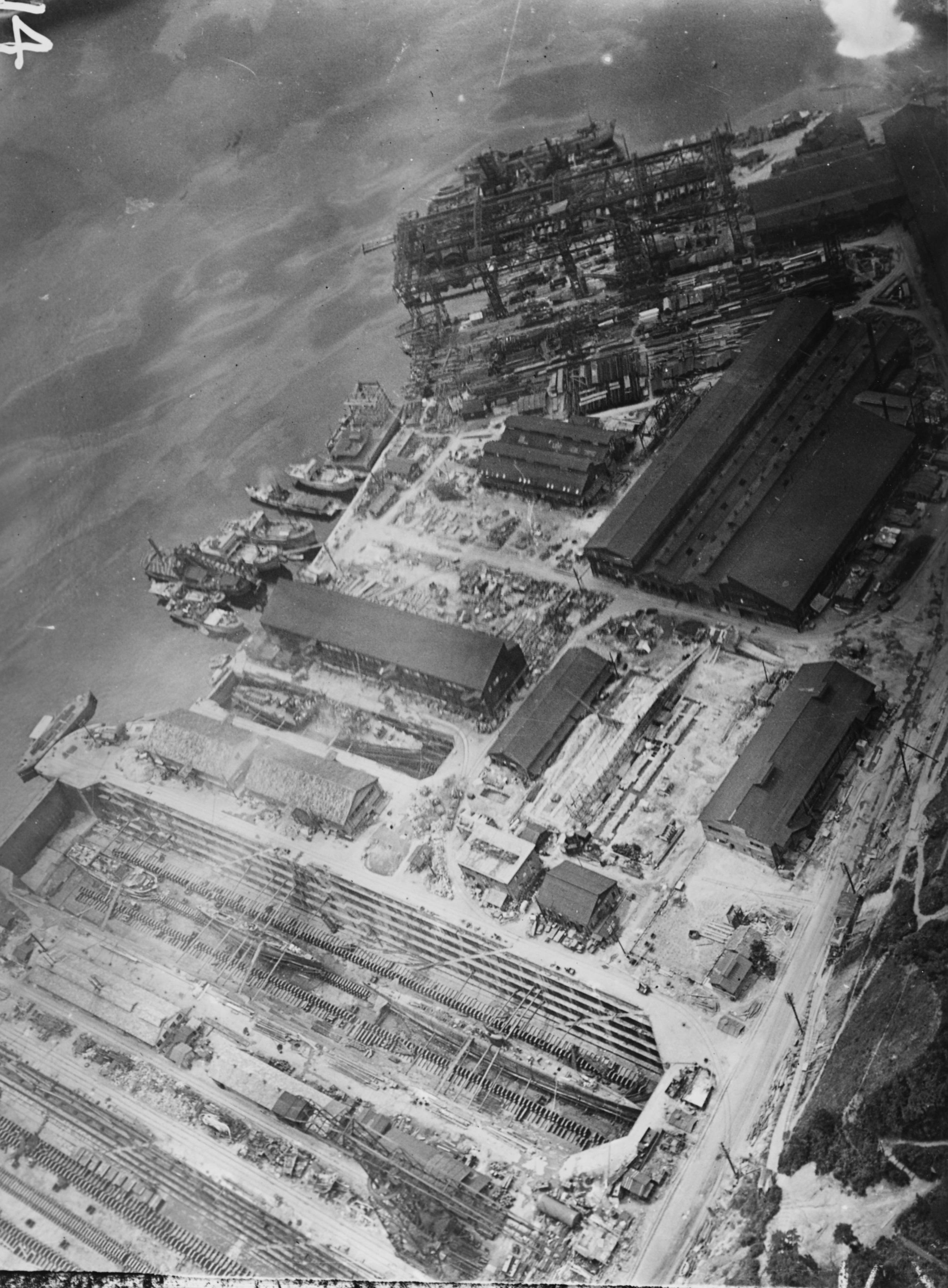
舞鶴海軍工廠（1945年）。

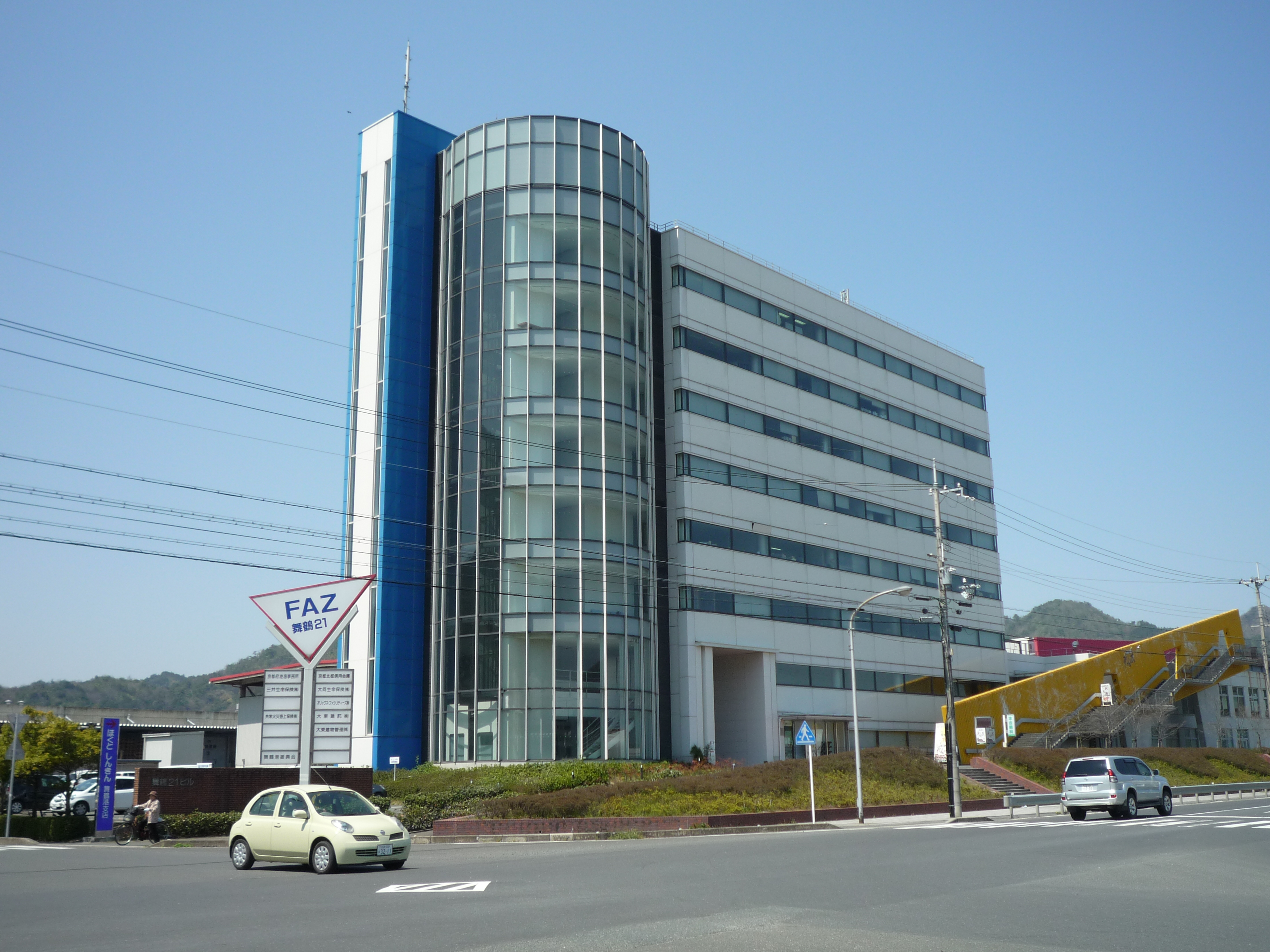
舞鶴21ビル

- 1922年（大正11年）：内務省、舞鶴西港を指定港湾に指定。
- 1923年（大正12年）：日本海横断航路寄港地に指定。
- 1945年（昭和20年）：引揚港の一つに指定[9]。舞鶴地方引上援護局が設置される。
- 1948年（昭和23年）：関税法上の開港に指定される。
- 1951年（昭和26年）：重要港湾に指定される。
- 1952年（昭和27年）：舞鶴東港に海上警備隊（海上自衛隊）を設置。
- 1958年（昭和33年）：ナホトカ定期航路開設。
- 1970年（昭和45年）：舞鶴〜小樽間に新日本海フェリーが就航。
- 1985年（昭和60年）：舞鶴港線廃止。
- 1986年（昭和61年）：日中・日本海定期航路開設。
- 1990年（平成2年）：韓国・釜山定期コンテナ航路開設。
- 1995年（平成7年）：FAZ(輸入促進地域)の指定を受ける。
- 1997年（平成9年）：FAZ施設として舞鶴21が開業。
- 1999年（平成11年）：大連・青島定期コンテナ航路開設。
- 2005年（平成17年）：航路再編が行われ、舞鶴〜上海間が直通に。
- 2007年（平成19年）：神原汽船の日中定期コンテナ航路が開設。
- 2008年（平成20年）：神原汽船が対ロシアのRORO船定期航路を新設。
- 2010年（平成22年）：舞鶴国際ふ頭供用開始。
- 2011年（平成23年）：日本海側拠点港に指定。
- 2013年（平成25年）：長錦商船が舞鶴寄港開始。舞鶴－韓国航路が週2便に増便。
- 2015年（平成27年）：DBSクルーズフェリーが舞鶴寄港開始。
- 2019年（令和元年）：高麗海運が舞鶴寄港開始。舞鶴－韓国航路が週4便に増便。
- 2020年（令和2年）：ドゥウォン商船により韓国 浦項・ロシア ウラジオストク航路開設。
- 2021年（令和3年）：日中定期コンテナ航路（神原汽船）が休止

## 工業団地
- 喜多工業団地
- 倉谷工業団地
- 平工業団地
- 綾部工業団地